# Servette Football Club Genève 1890
Il Servette Football Club Genève 1890, noto semplicemente come Servette o come SFC, è una società calcistica svizzera della città di Ginevra. La fondazione del club risale al 20 marzo 1890 con il rugby come prima attività sportiva. Prende il nome dall'omonimo distretto di Ginevra, La Servette. 
La sezione calcistica, creata il 17 gennaio 1900, ha vinto il titolo nazionale per 17 volte, il che la rende la terza squadra più titolata di Svizzera, dietro Grasshopper (27 titoli) e Basilea (21 titoli); il club ha vinto inoltre 8 Coppe di Svizzera e 3 Coppe di Lega svizzere.
Nel corso della sua storia ha subìto una retrocessione in seguito al fallimento nella stagione 2004-2005 e un'altra retrocessione nella stagione 2012-2013. Ripartendo dalla terza serie elvetica, il Servette è tornato in Super League, massimo campionato della Svizzera, nel 2019.

## Storia

### Origini
Il Servette Football Club è stato fondato il 20 marzo 1890. In origine giocava solo a rugby, sul campo Pré Wendt. Si trasferì infine nel Parc des sports, dove verrà costruito poco dopo lo stadio Charmilles. Nello stesso periodo, un'altra disciplina, il calcio (o football association), cominciava a trovare sempre più appassionati sul territorio svizzero. Il 7 aprile 1895, nove club si unirono per fondare la Associazione Svizzera di Football (ASF). Due anni dopo, si organizzò il primo campionato di calcio svizzero su impulso del dottor Aimé Schwob, proprietario e caporedattore del quotidiano sportivo La Suisse che finanziò la competizione.
Nel dicembre 1899, François Dégerine, che giocava sia al rugby (di cui era capitano) sia al calcio, decise di creare una competizione locale per gli appassionati di calcio: La Coppa della Domenica, fondando in questa occasione un team, il Sunday Team e che costituirà, poche settimane dopo, la base strutturale del futuro Servette FC.
Nel gennaio 1900, François Dégerine, che era anche segretario editoriale de La Suisse, chiamò Aimé Schwob a prendere le redini del club Servette e consentire così la creazione di una sezione calcistica dell'associazione. Il 17 gennaio 1900, Aimé Schwob fu eletto presidente del club nell'assemblea generale. La sua prima decisione fu l'elezione da parte dell'assemblea di un nuovo comitato direttivo e l'adozione delle regole inglesi del footbal association. In quel giorno, il club cambiò nome: Le Servette Football Club.
Il 21 ottobre 1900, Servette FC si unì ai ranghi della federazione svizzera. Nel 1907 ottenne il suo primo titolo nazionale. Aimé Schwob rimarrà presidente del club fino al 1912.

### Nuovo millennio
Dopo essere stato sull'orlo della bancarotta nel 2003, il club è stato finalmente rilevato da Marc Roger, noto procuratore sportivo. Ciononostante, nel 2004 il club non riesce a colmare le difficoltà finanziarie e sportive, iniziando la stagione 2004-05 con 3 punti di penalizzazione a causa del mancato rispetto delle regole della lega in materia di indebitamento. Il club non finirà mai la stagione, Marc Roger non si dimostrò all'altezza; ne conseguì una battaglia legale (Marc Roger fuggì in Francia, arrestato in Spagna e quindi estradato in Svizzera per essere assicurato alla giustizia).
Nel 2005 i problemi finanziari costringono il Servette alla retrocessione d'ufficio in Prima Lega. Sciolta la prima squadra, la seconda partecipante in prima lega, diventò la prima squadra. Ha conquistato subito la promozione in Challenge League, dove dopo alcuni campionati con alti e bassi ha conquistato il 2º posto nella stagione 2010-2011, ottenendo la promozione dopo lo spareggio contro il Bellinzona.
Al termine della stagione 2011-2012 il Servette conquista un brillante 4º posto, risultato che vale alla formazione di Ginevra l'accesso alle coppe europee.
Al contrario la stagione 2012-2013 ha condotto a risultati sportivi diametralmente opposti; infatti, nonostante l'esonero dell'allenatore João Alves (sostituito da Sébastien Fournier), il Servette si è classificato al 10º e ultimo posto, retrocedendo in Challenge League.
Conclude il campionato 2014-2015 al secondo posto, ma viene retrocesso in Promotion League poiché non ha ottenuto la licenza per partecipare alla Challenge League. Alla fine della stagione successiva vince il campionato e viene promosso in Challenge League. Conquista la Challenge League 2018-2019 e fa il suo ritorno in Super League dopo sei stagioni.
Torna a riconquistare un trofeo il 2 giugno 2024, vincendo la finale di Coppa di Svizzera contro il Lugano dopo i calci di rigore (9-8).

## Strutture

### Stadio
Il Servette gioca le partite casalinghe allo Stade de Genève, costruito nel 2003 in sostituzione del Charmilles Stadium. Ha una capienza di 30.084 spettatori tutti seduti. Le dimensioni del terreno di gioco sono di 105 per 68 metri.

## Organico

### Rosa 2025-2026
Rosa aggiornata al 21 luglio 2025 .
| N. |                                 | Ruolo | Calciatore          |
| -- | ------------------------------- | ----- | ------------------- |
| 1  | Cipro (bandiera)                | P     | Joël Mall           |
| 2  | Svizzera (bandiera)             | D     | Loun Srdanovic      |
| 4  | Svizzera (bandiera)             | D     | Steve Rouiller      |
| 5  | Camerun (bandiera)              | C     | Gaël Ondoua         |
| 6  | Francia (bandiera)              | D     | Anthony Baron       |
| 7  | Svizzera (bandiera)             | C     | Giotto Morandi      |
| 8  | Francia (bandiera)              | C     | Timothé Cognat      |
| 9  | Bosnia ed Erzegovina (bandiera) | C     | Miroslav Stevanović |
| 10 | Svizzera (bandiera)             | C     | Alexis Antunes      |
| 17 | Svizzera (bandiera)             | A     | Tiemoko Ouattara    |
| 18 | Rep. del Congo (bandiera)       | D     | Bradley Mazikou     |

| N. |                       | Ruolo | Calciatore         |
| -- | --------------------- | ----- | ------------------ |
| 19 | Francia (bandiera)    | D     | Yoan Severin       |
| 20 | Svizzera (bandiera)   | D     | Théo Magnin        |
| 21 | Svizzera (bandiera)   | A     | Jérémy Guillemenot |
| 25 | Tunisia (bandiera)    | D     | Dylan Bronn        |
| 28 | Francia (bandiera)    | C     | David Douline      |
| 29 | Portogallo (bandiera) | A     | Keyan Varela       |
| 30 | Gambia (bandiera)     | C     | Ablie Jallow       |
| 32 | Svizzera (bandiera)   | P     | Jérémy Frick       |
| 40 | Svizzera (bandiera)   | P     | Marwan Aubert      |
| 90 | Slovacchia (bandiera) | A     | Samuel Mráz        |

### Staff tecnico
| Allenatore:           | Thomas Häberli     |
| Vice allenatore:      | Bojan Dimic        |
| Allenatore giovanili: | Bernardo Hernandez |
| Vice allenatore:      | Alexandre Alphonse |
| Direttore sportivo:   | René Weiler        |

## Allenatori
| - 1919-1929 Teddy Duckworth - 1929 Frido Barth - 1930 Teddy Duckworth - 1932-1934 Karl Rappan - 1937-1942 Trello Abegglen - 1942-1943 Léo Wionsowski - 1943-1948 Fernand Jaccard - 1948-1953 Karl Rappan - 1953-1954 Albert Châtelain - 1954-1955 Karl Rappan e Albert Châtelain - 1955-1956 Karl Rappan e Théo Brinek - 1956-1957 Karl Rappan - 1957-1958 Jenö Vincze - 1958-1959 Frank Séchehaye - 1959-1963 Jean Snella - 1963-1966 Lucien Leduc - 1966 Roger Vonlanthen (luglio - ottobre) - 1966-1967 Béla Guttmann (ottobre - marzo) - 1967 Gilbert Dutoit (marzo - luglio) - 1967-1971 Jean Snella (luglio - settembre) - 1971-1972 Henri Gillet (settembre - gennaio) - 1972-1976 Jürgen Sundermann (gennaio - luglio) - 1976-1982 Peter Pazmandy (luglio - maggio) - 1982-1985 Guy Mathez (maggio - luglio) - 1985-1986 Jean-Marc Guillou (luglio - settembre) - 1986-1988 Thierry De Choudens (settembre - gennaio) - 1988-1989 Jean-Claude Donzé (gennaio - luglio) - 1989-1990 Peter Pazmandy (luglio - marzo) - 1990 Ruud Krol (marzo - luglio) - 1990-1991 Gilbert Gress | - 1991 Jean Thissen (luglio - settembre) - 1991 Bernard Mocellin, Jacques Barlie e Heinz Hermann (settembre - ottobre) - 1991-1993 Michel Renquin (ottobre - marzo) - 1993-1995 Ilija Petković (marzo - marzo) - 1995 Bernard Challandes (marzo - ottobre) - 1995-1996 Umberto Barberis (ottobre - luglio) - 1996-1997 Vujadin Boškov (luglio - gennaio) - 1997 Guy Mathez (gennaio - luglio) - 1997-1999 Gérard Castella (luglio - ottobre) - 1999 Boško Ǵurovski (ottobre - novembre) - 1999-2000 René Exbrayat (novembre - luglio) - 2000-2002 Lucien Favre - 2002-2003 Roberto Morinini (luglio - marzo) - 2003 Adrian Ursea (marzo - luglio) - 2003-2004 Marco Schällibaum (luglio - agosto) - 2004 Adrian Ursea (agosto - ottobre) - 2004-2005 Stefano Ceccaroni e Adrian Ursea (ottobre - gennaio) - 2005-2008 Jean-Michel Aeby - 2008 Michel Sauthier (agosto - settembre) - 2008-2009 Gérard Castella (settembre - marzo) - 2009 William Niederhauser (marzo - ottobre) - 2009-2011 João Alves (ottobre - novembre) - 2011-2012 João Carlos Pereira (novembre - aprile) - 2012 João Alves (aprile - settembre) - 2012-2013 Sébastien Fournier (settembre - agosto) - 2013-2014 Jean-Michel Aeby (agosto - aprile) - 2014 Mario Cantaluppi (aprile - maggio) - 2014-2015 Kevin Cooper (giugno - ottobre) - 2015 Thierry Cotting e William Niederhauser (novembre - dicembre) - 2016 Anthony Braizat (gennaio - dicembre) - 2017-2018 Meho Kodro (gennaio - marzo) - 2018 Bojan Dimic (marzo - maggio) | - 2018-2023 Alain Geiger (giugno - maggio) - 2023-2024 René Weiler (giugno - maggio) - 2024- Thomas Häberli (luglio -) |

## Presidenti
| - 2012-2015 Hugh Quennec (marzo - giugno) - 2015-2019 Didier Fischer (giugno - dicembre) - 2020-2023 Pascal Besnard (gennaio - marzo) - 2023-Thierry Regenass (aprile -) |

## Palmarès

### Competizioni nazionali
- Campionato svizzero: 17

1906-1907, 1917-1918, 1921-1922, 1924-1925, 1925-1926, 1929-1930, 1932-1933, 1933-1934, 1939-1940, 1945-1946, 1949-1950, 1960-1961, 1961-1962, 1978-1979, 1984-1985, 1993-1994, 1998-1999
- Coppa Svizzera: 8

1927-1928, 1948-1949, 1970-1971, 1977-1978, 1978-1979, 1983-1984, 2000-2001, 2023-2024
- Coppa di Lega svizzera: 3

1976-1977, 1978-1979, 1979-1980
- Promotion League: 1

2015-2016
- Challenge League: 1

2018-2019

### Competizioni internazionali
- Coppa Intertoto: 1

1971
- Coppa delle Alpi: 4  (record)

1973, 1975, 1976, 1978
- Torneo Internazionale Stampa Sportiva: 1

1908

### Competizioni giovanili
- Blue Stars/FIFA Youth Cup: 1

1944

### Altri piazzamenti
- Campionato svizzero:

Secondo posto: 1905-1906, 1909-1910, 1914-1915, 1918-1919, 1919-1920, 1934-1935, 1943-1944, 1965-1966, 1975-1976, 1976-1977, 1977-1978, 1981-1982, 1982-1983, 1983-1984, 1987-1988, 1997-1998, 2022-2023, 2024-2025
Terzo posto: 1903-1904, 1910-1911, 1911-1912, 1920-1921, 1922-1923, 1923-1924, 1940-1941, 1941-1942, 1964-1965, 1973-1974, 1979-1980, 1992-1993, 2003-2004, 2020-2021, 2023-2024
- Coppa Svizzera:

Finalista: 1933-1934, 1935-1936, 1937-1938, 1940-1941, 1958-1959, 1964-1965, 1965-1966, 1975-1976, 1982-1983, 1985-1986, 1986-1987, 1995-1996
Semifinalista: 1925-1926, 1936-1937, 1942-1943, 1945-1946, 1949-1950, 1952-1953, 1962-1963, 1968-1969, 1969-1970, 1979-1980, 1984-1985, 1991-1992, 2020-2021, 2022-2023
- Coppa di Lega svizzera:

Semifinalista: 1973
- Challenge League:

Secondo posto: 2010-2011, 2014-2015, 2017-2018
- Coppa dei Vincitori:

Semifinalista: 1930
- Anglo Cup:

Finalista: 1911
- Coppa Intertoto Ernst Thommen:

Finalista: 1982

## Curiosità
In epoca pionieristica la storia del Servette potrebbe aver incrociato quella del Torino. Infatti, secondo una delle tante versioni sull'origine del colore granata delle casacche del Torino, nel 1906 lo svizzero Alfred Dick, primo Presidente della squadra di Torino, avrebbe scelto il colore granata perché tifoso del Servette.